# 佐賀そおた
佐賀 そおた（さが そおた、1943年(昭和18年) - ）は、日本の児童教育者。
山形県天童市出身。大阪在住。児童教育に関する著書多数。

## 著書
- 『どんなにおい? 鼻みずにもりっぱなはたらきがあるというおはなし』三宅かおる絵 斗夢書房、1983 みみよりなおはなし
- 『なにか聞こえる? 耳はタイコやピアノによくにているというおはなし』三宅かおる絵 斗夢書房、1983 みみよりなおはなし
- 『なにが見える? 目はいつでもなみだでぬれているというおはなし』三宅かおる絵 斗夢書房、1983 みみよりなおはなし
- 『おはよううんこ 排便の話』三宅かおる絵 ぱすてる書房、1985 おもしろびっくりからだの絵本
- 『ふれあういのち』岩崎みよこ絵 斗夢書房、1985 性のQ&Aシリーズ
- 『いのちのふしぎ』立花千栄子絵 斗夢書房、1986 性のQ&Aシリーズ
- 『どきどきどっきん』立花千栄子絵 斗夢書房、1986 どきどきするおはなし
- 『歯と体が強くなる絵本』立花千栄子絵 斗夢書房、1986
- 『ほねはからだのささえやく』立花千栄子絵 斗夢書房、1986 つよくなるおはなし
- 『あっ!!あかちゃんがうごいた 「お母さん流性教育」を始めるための絵本』立花千栄子絵 ぱすてる書房、1989
- 『やさしいなかま』中久保恵子絵 ぱすてる書房、1989 こころのひろば
- 『みがいてますか?』立花千栄子絵 ぱすてる書房、1991 さわやかひろば
- 『ありのまんまいのちの教室 思春期の心とからだ』香月礼子画 ぱすてる書房、1997
- 『捨て犬ミックの回り道』立花千栄子絵 ぱすてる書房、2003
- 『いのちのふれあい 3・4年生の清らかな性を育む』いしだ未紗絵 ぱすてる書房、2010 健やかサポーター

### 共編著
- 『青春の足音が聞える すばらしいわたしたちの心と体の変化 思春期の「性と生」のテキスト』島崎道子共編 ぱすてる書房、1986
- 『成長する心とからだ 小学校中学年用性教育副読本 3～4年』黒川義和共著 立花千栄子、ふゆきれいこ絵 ぱすてる書房、1988
- 『たいせつなこころとからだ 小学校低学年用性教育副読本 1～2ねん』黒川義和共著 立花千栄子絵 ぱすてる書房、1988
- 『変化する心とからだ 小学校高学年用性教育副読本 5～6年』黒川義和共著 立花千栄子,小林三千子絵 ぱすてる書房、1988
- 『おとなへのキーワード 思春期の生と性の事典』中川紀子共著 立花千栄子絵 ぱすてる書房、1992－93

## 参考
- 『いのちのふれあい』著者紹介